# Обейд
Обейд (на арабски: الأبيض) е град в южната част на Судан, административен център на провинция Северен Курдуфан. Населението му е около .
Разположен е на 568 метра надморска височина на платото Кордофан, на 260 километра западно от река Бели Нил и на 370 километра югозападно от Хартум. Основан е от османската администрация през 1821 година, разрушен е от махдистите през 1883 година и е възстановен през 1898 година, след техния разгром.

## Известни личности
Починали в Обейд
- Джовани Лози (1838 – 1882), италиански духовник